# Elizeu de Morais Pimentel
Elizeu de Morais Pimentel (ur. 10 listopada 1952 w Quatiguá, zm. 27 lutego 2003) – brazylijski duchowny katolicki, biskup koadiutor Paranavaí w latach 2002-2003.

## Życiorys
Święcenia kapłańskie przyjął 10 lipca 1982 i został inkardynowany do diecezji Jacarezinho. Po święceniach został ojcem duchownym w niższym seminarium, zaś w latach 1983-1995 pełnił funkcje proboszcza w kilku parafiach diecezji. W 1990 rozpoczął wykłady w seminarium w Jacarezinho, rok później został prefektem studiów na tejże uczelni, zaś w 1998 został jej rektorem.

### Episkopat
19 grudnia 2001 papież Jan Paweł II mianował go biskupem koadiutorem diecezji Paranavaí. Sakry biskupiej udzielił mu 16 marca 2002 ówczesny biskup Jacarezinho, Fernando José Penteado.
Zmarł 27 lutego 2003.